# 蘭亭

御碑に康煕帝の書「蘭亭」がある。

蘭亭（らんてい、中国語: 兰亭）は中国浙江省紹興市の南西、蘭渚（らんしょ）にあった亭（あずまや）である。東晋の永和9年（353年）、王羲之がこの会稽山の麓の名勝で名士や一族を招いて「曲水の宴」を開き、その模様を書道方面では有名な『蘭亭集序』に書いた。
現在は「蘭亭風景区」になっていて、鵞池の碑、蘭亭の碑、御碑（表に康煕帝の書「蘭亭集序」と、裏に孫の乾隆帝の書「蘭亭即事」が刻印されている）があり、中央部は池となっていて、小川を渡ると博物館がある。

## 参照項目
- 『蘭亭集序』